# Herzgewächse oder Der Fall Adams

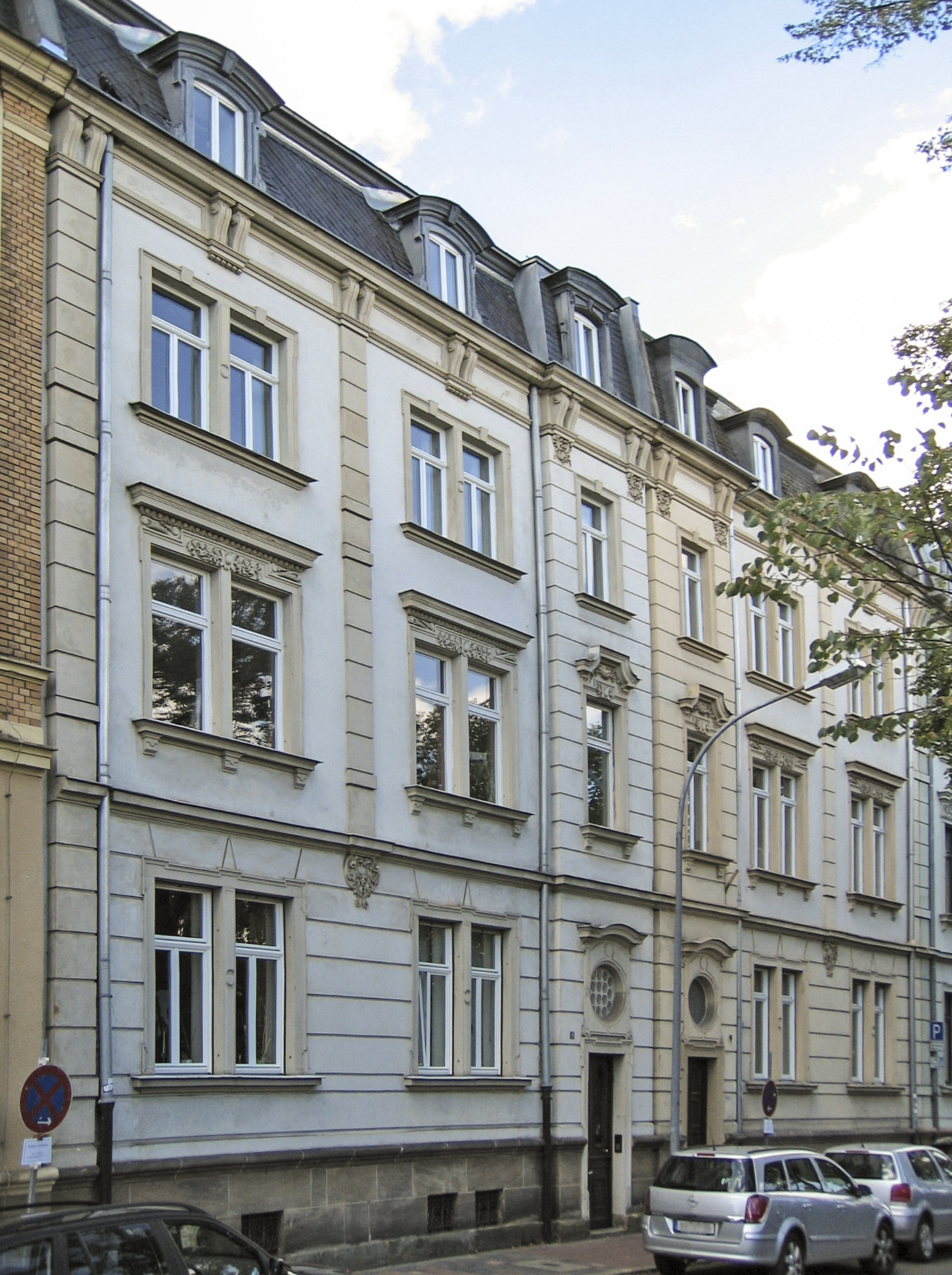
Bamberg, Heinrichsdamm 10: das Haus, in dessen Dachgeschoss der Herzgewächse-Protagonist Michael Adams aufgewachsen ist und wohin er 1950 als Schriftsteller zurückkehrt

Herzgewächse oder Der Fall Adams lautet der Titel von Hans Wollschlägers 1982 erschienenem Avantgarde-Roman, der zugleich tiefenpsychologische Deutung des Fauststoffes und Detektivroman ist. Der Roman war auf zwei Bände angelegt, vom „Zweiten Buch“ liegt jedoch nur das Kapitel „Enuma elisch“ vor. Eine inhaltlich stark abweichende Vorversion aus dem Jahr 1961 befindet sich in Wollschlägers Archiv, das 2011 seinem Wunsch entsprechend der Staatsbibliothek Bamberg übereignet wurde.

## Werktitel
Der anspielungsreiche Werktitel Herzgewächse weist auf einen veralteten medizinischen Begriff sowie auf Arnold Schönbergs gleichnamiges op. 20 für hohen Sopran, Celesta, Harmonium und Harfe (1911) hin, welches die Vertonung des ins Deutsche übersetzten Gedichtes Feuillage du coeur aus Maurice Maeterlincks Serres chaudes (1889) ist. Der Nebentitel Der Fall Adams spielt auf den Mythos vom Sündenfall sowie eine Passage in James Joyce’ Finnegans Wake an. Der Untertitel Fragmentarische Biographik in unzufälligen Makulaturblättern bezieht sich wiederum auf E.T.A. Hoffmanns Roman Lebens-Ansichten des Katers Murr nebst fragmentarischer Biographie des Kapellmeisters Johannes Kreisler in zufälligen Makulaturblättern.

## Romanhandlung
Wollschläger, der im fiktiven „Vorwort“ zu den „Herzgewächsen“ den Herausgeber von tagebuchartigen Aufzeichnungen eines 1900 geborenen Schriftstellers und Philosophen namens Michael Adams mimt, hat bei Lesungen die Romanhandlung oft durch folgende Einleitung skizziert:

„… Dieses Buch Herzgewächse oder Der Fall Adams ist insofern ein Roman wie andere auch, eine Ich-Aufzeichnung, und an der Oberfläche ‚spielt‘ es in einer ganz konkreten Zeit und an einem ganz konkreten Ort: es ist die Selbst-Reflexion eines Emigranten, der nach dem Krieg, 1950, in die Stadt zurückkehrt, in der er aufgewachsen ist, und sich in eben dem Haus, in eben den Zimmern einmietet, in denen er seine Jugend verbracht hat. Aber das ist nur die äußere Hülse der tagebuchähnlichen Form, also das, was so gemeinhin ‚Stoff‘ heißt, ‚Inhalt‘, ‚Fabel‘; es ist nur die Außenkontur einer Isolation, die in ihrem Innern nun vor sich hinbrütet – und in die Erinnerung und Realität gleichermaßen schwebend hereindringen und einander schließlich so zerrütten, dass ein – klinisch gesprochen – paranoischer Zerfall des denkenden, fühlenden, schreibenden Ichs stattfindet. Der Riss, in den da hinunterzublicken ist, geht durch viele Persönlichkeitsschichten; er reicht zuletzt hinab bis ins frühe Schicksal – nicht nur des individualen Einzelmenschen, sondern der ganzen Menschen-Art, in jene Psychologie oder Meta-Psychologie also, deren Erfahrungsgesetze im Mythos erstarrt sind.
Das Buch handelt, könnte man sehr pauschal sagen, von der ‚Wiederkehr des Gleichen‘, und nicht nur da, ganz oben und außen, wo es das greifbare Polit-Schicksal des Jahres 1950, ja eines wahrhaften Schicksalsjahrs, reflektiert; was wiederkehrt, ist die mythisch verschlungene Matrix aus onto- wie phylogenetischer Prä-Historie, die das Reagieren dessen, was man so auf Idealistisch den ‚freien Willen‘ des Ichs nennt, unweigerlich fortbestimmt. Da es sich um Literatur handelt, ist diese Vorgeschichte auch literar-historisch gespiegelt: wenn eine der Träger-Schichten der Sukzessiv-Form der Faust-Mythos ist, so macht der Szenenplan durchaus Gebrauch von den zahlreichen Bearbeitungen, die dieser Mythos in der Literaturgeschichte, vorab der deutschen, bisher erfahren hat. Entsprechend ist etwa das sich spaltende, zerfallende Ich in jener Beziehungs-Konfiguration gespiegelt, die bei Goethe ‚Faust – Mephistopheles‘ heißt und sie stellt ein weiteresmal die Gegensatz-Einheit der Zwei-Seelen-in-einer-Brust dar, die man heute psychologisch auch mit dem Begriff der ‚Freudschen Instanzen‘ bezeichnen könnte. Hier heißt der Ich-Protagonist Michael Adams und sein Widerpart F.A. Galland, und der Gegensatz reicht von der Grundcharakteristik bis ins Aesthetische: ist jenem auch sprachlich der gedrückte Ton der schweren Seelenbewegung zugeordnet, so bewegt dieser sich durchaus Allegro con brio durchs Getümmel des Weltlaufs: er wechselt seine Wesens-Farben wie die Farben einer Orchester-Instrumentation und verbirgt seine Teufels-Art hinter der Maske eines quer durch die Zeiten huschenden Stils, in dem barocke Opulenz und verblasene Phrasenhaftigkeit zusammenfließen. …“

Als Romanautor hat Wollschläger die fiktive Herausgeberrolle so überzeugend formuliert, dass die „Herzgewächse“ im Katalog der „Österreichischen Nationalbibliothek“ unter dem Namen des Roman-Protagonisten „Michael Adams“ verzeichnet wurden und der tatsächliche Romanautor lediglich als „Herausgeber“ angeführt wurde.

## Entstehungsgeschichte

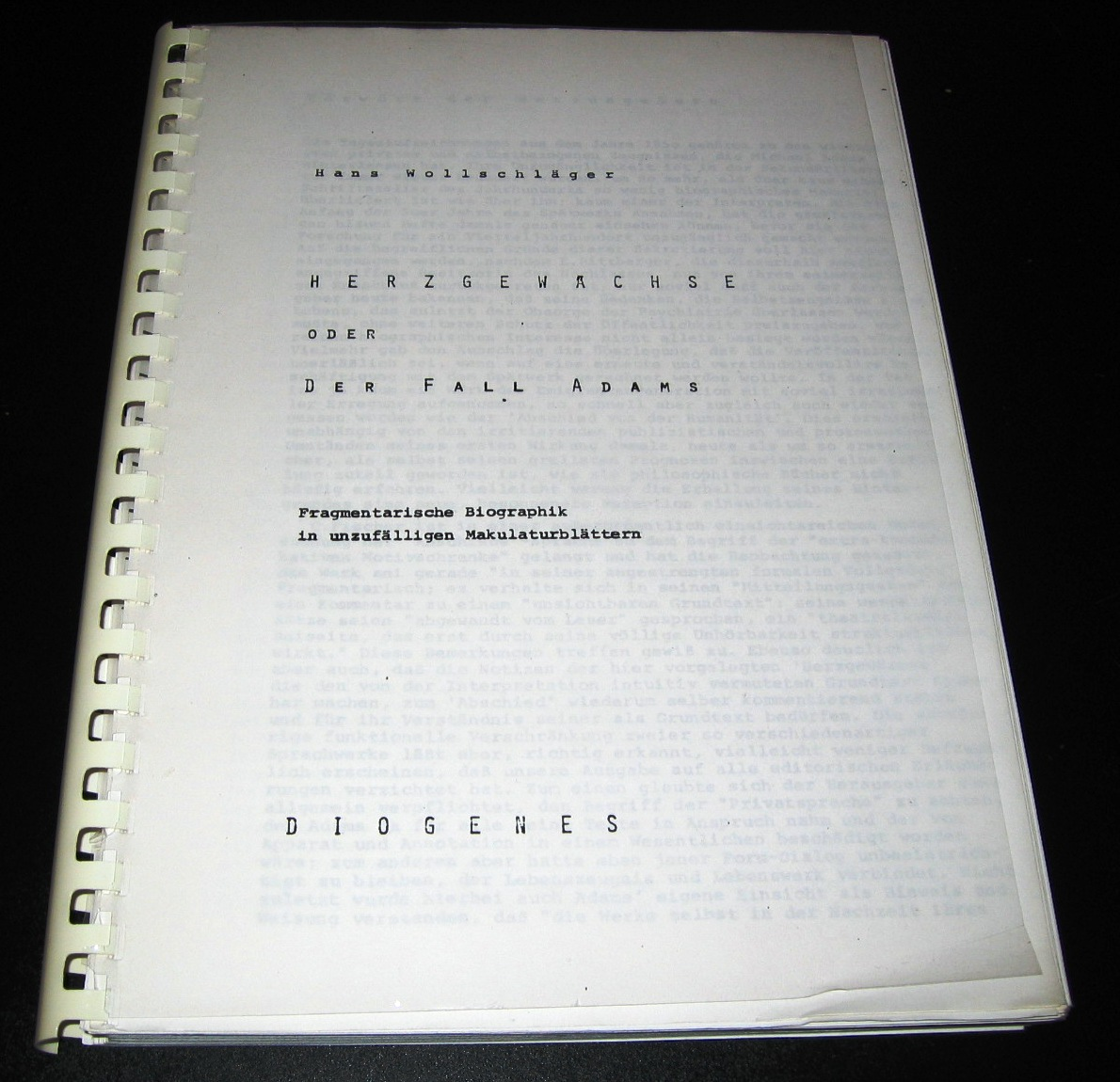
Spiralgebundene Leseprobe der „Herzgewächse“ für die Vertreter des Diogenes Verlages (1978)

### Der Fall Adams
Ende der 1950er Jahre hat Wollschläger mit der Niederschrift seines ersten Romans begonnen, den er Der Fall Adams nannte und zum Jahreswechsel 1961/62 seinem Mentor Arno Schmidt vorgelegt hat. Für diese Ende 1961 beendete Romanversion suchten Schmidt und Wollschläger vergeblich einen Verlag. Der von Schmidt angeschriebene Suhrkamp-Verleger Siegfried Unseld informierte Wollschläger, dass er, Martin Walser und Hans Magnus Enzensberger gemeinsam mit Uwe Johnson mehrere Stunden lang Wollschlägers Roman und dessen allfällige Veröffentlichung erörtert hätten. Obwohl sie von seiner außerordentlichen sprachlichen Begabung und einzelnen großartigen Passagen fasziniert wären, seien sie zusammenfassend aber doch gegen die Veröffentlichung, da Wollschläger als Erzähler zu wenig Distanz zur Hauptfigur pflege und diese nahezu terroristische Züge habe, indem zu viele ihrer Äußerungen beleidigend und verletzend wären.
Einen Abschnitt seines Romans „Der Fall Adams“ hat Wollschläger am 5. November 1964 für die Hörfunkreihe „Studio für neue Literatur“ des Hessischen Rundfunks aufgenommen. Der 34-minütige Mitschnitt, zu dem Jürgen Manthey als sendungsverantwortlicher Redakteur eine kurze Einführung gesprochen hat, wurde am 28. November 1964 unter dem Sendungstitel „Warten auf G.“ ausgestrahlt, wobei G nicht Samuel Becketts „Bühnen-Nichtfigur“ Godot, sondern Michael Adams’ Mephisto F.A. Galland meint.
Mitte Dezember 1964 hat Wollschläger im Rahmen einer dreitägigen Literaturveranstaltung in Oberursel aus dem Finale des Romans vorgelesen, worüber Hans-Jürgen Fröhlich in der Zeitung Die Welt berichtet hat.
Anlässlich Hans Wollschlägers 90. Geburtstag hat der Wallstein Verlag für Anfang Oktober 2025 die Veröffentlichung der Urfassung von Wollschlägers Roman „Der Fall Adams“ angekündigt, die im Unterschied zu der 1982 nur zur Hälfte erschienenen Neubearbeitung ein vom Autor vollständig beendetes Werk ist.

### Herzgewächse oder Der Fall Adams

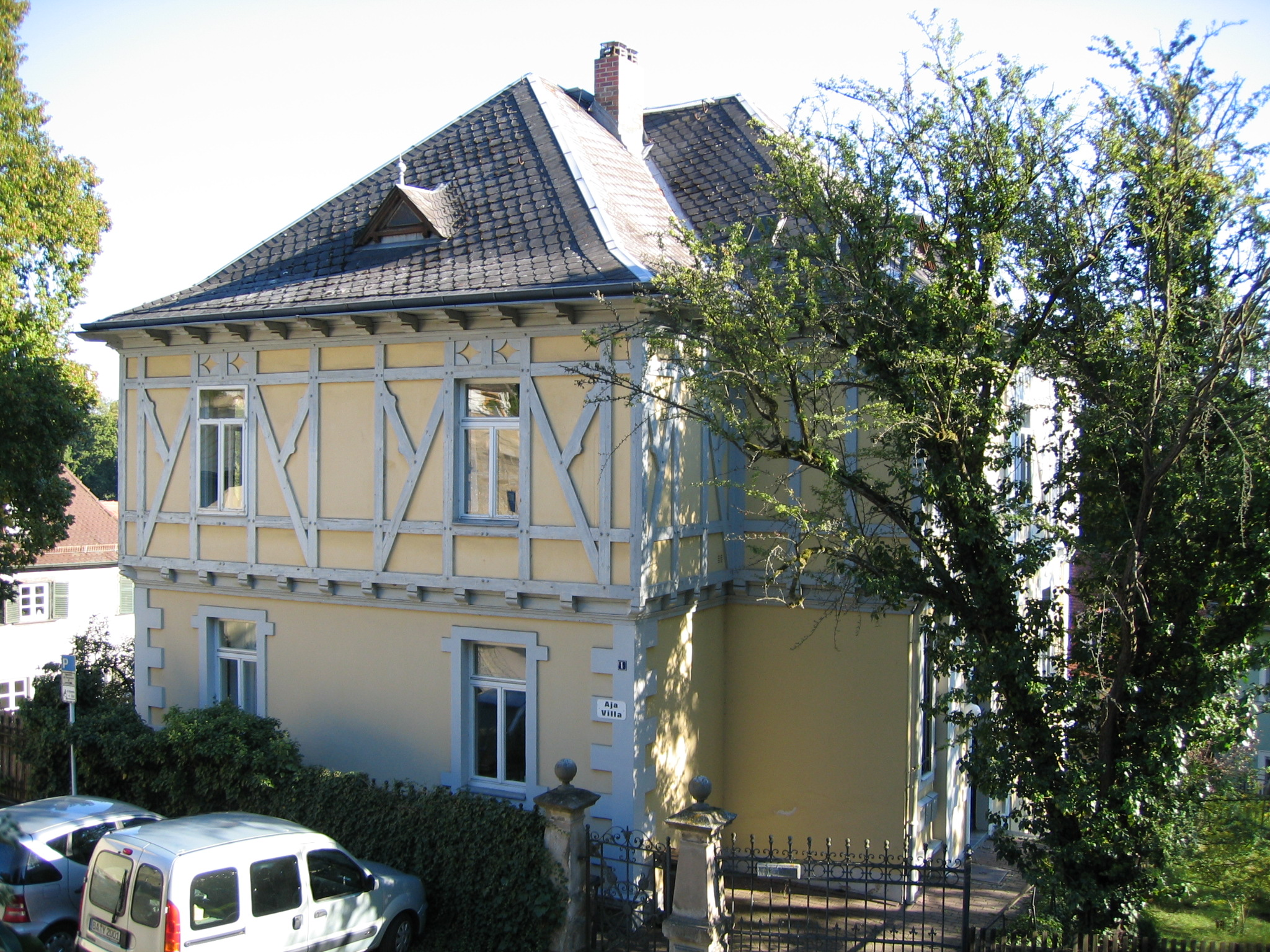
Bamberg, Jakobsplatz 1, wo Hans Wollschläger die 1982 veröffentlichte Fassung seines in Bamberg spielenden historischen Avantgarde-Romans Herzgewächse geschrieben hat

Nach dem Erfolg von Wollschlägers hochgelobter und mehrfach ausgezeichneter Übersetzung von James Joyce’ „Jahrhundertroman“ Ulysses kündigte der Cheflektor des Diogenes Verlags, Gerd Haffmans, 1976 mit Wollschlägers Einverständnis die Veröffentlichung von „Herzgewächse oder Der Fall Adams“ im Diogenes-Verlag an. Für die Verlagsvertreter ließ Haffmans 1978 eine spiralgebundene Leseprobe der „Herzgewächse“ anfertigen, welche die ersten zwei des auf sieben Kapitel angelegten Romans enthielt. Eine knapp 30 Minuten dauernde Passage dieser Romanfassung hat Wollschläger am 17. November 1980 für die von Gisela Lindemann betreute NDR-Radioreihe „Neue Texte“ im NDR-Funkhaus Hannover auf Band gesprochen, das am 25. November 1980 abends ausgestrahlt wurde.
Dennoch wurde die 1976 angekündigte Veröffentlichung der „Herzgewächse“ von Jahr zu Jahr verschoben. Diogenes-Verleger Daniel Keel begründete die mehrjährige Verzögerung damit, dass Wollschläger den Roman, der sich lose um Nietzsche ranke, kürzen und etwas realistischer gestalten wolle. Wollschläger rechtfertigte die Verspätung mit dem Aufwand der Überarbeitung, die er für notwendig hielt, um den Roman nach zwanzig Jahren ruhigen Gewissens in einer seinen gewachsenen Ansprüchen entsprechenden Qualität publizieren zu können.
Schließlich ist das „Erste Buch“ der „Herzgewächse“ Ende 1982 in dem mit finanzieller Unterstützung durch Jan Philipp Reemtsma ins Leben gerufenen Haffmans Verlag erschienen. Das für 1984 angekündigte „Zweite Buch“, das den Roman fortsetzen und abschließen sollte, blieb ungeschrieben. Lediglich der Beginn des vierten Kapitels wurde 1987 unter dem Titel „Enuma elisch“ veröffentlicht und im Jänner 1994 von Wollschläger in Wien öffentlich vorgelesen.
Im Herbst 2011 erschien in der Wollschläger-Werkausgabe die unvollendete „Herzgewächse“-Fassung von 1982. Im Anhang wurde „Enuma elisch“, die einzige ausformulierte Passage des geplanten „Zweiten Buches“ abgedruckt.

## Rezeption
Das „Erste Buch“ der Herzgewächse war bei seinem Erscheinen 1982 einigen Kritikern zufolge eine „literarische Sensation“ und bald Thema mehrerer österreichischer und deutscher Diplomarbeiten und Dissertationen. Andere Rezensenten standen dem Werk „respektvoll, aber einigermaßen ratlos“ gegenüber. Paul Ingendaay resümiert anlässlich Wollschlägers Tod: „Was darin [in Herzgewächse] begonnen wurde, konnte nicht eingelöst werden, und jenseits der routinierten Verbeugung vor dem avantgardistischen Wollen dieses Künstler- und Bewusstseinsromans bleibt festzuhalten, dass Wollschläger kein Erzähler und der Roman eindeutig nicht seine Gattung war.“

Hans Wollschlägers opus magnum mit seiner handschriftlichen Widmung

In einer Kurzbesprechung fasst Andreas Weigel, Autor einer zweibändigen Herzgewächse-Monographie, Inhalt und Gestaltung von Wollschlägers experimentellen Roman folgendermaßen zusammen:

„Der faszinierende Roman hat es faustdick hinter den Worten. Wollschläger zeigt Satz für Satz, wie viel er von seinen Vorbildern (Adorno, Chandler, Freud, Joyce, Kraus, Mahler, Nietzsche, Poe, Schopenhauer, Schmidt …) gelernt hat. Aber als guter Schüler unterscheidet er sich von seinen Lehrern, denen er nacheifert, ohne sie nachzuahmen.
Dieses faustische Streben, es Göttern gleich zu tun, ist auch ein Hauptmotiv der Herzgewächse – die Konsequenz wird im Nebentitel angedeutet: Höllensturz, Sündenfall und Teufelspakt werden tiefenpsychologisch als Bewußtseinsspaltung dargestellt und bieten den Rahmen, eine wissenschaftliche Theorie als mitreißenden Kriminalfall zu präsentieren.
Als absolute Literatur reden die Herzgewächse bewusst in sich von sich mit sich selbst, wodurch sie zugleich ihre eigene Sekundärliteratur sind. Überhaupt ist Wollschlägers restliches Schaffen primär Kommentar zu diesem Über-Lebenswerk.“

Die Geschichte der Wollschläger-Rezeption ist für den Herzgewächse-Interpreten Andreas Weigel unter mehreren Aspekten bemerkenswert. Seines Erachtens „betraf die vehementeste Kritik weniger Wollschlägers geschriebenes als vielmehr sein ungeschriebenes Werk und die wachsende Ablehnung erfolgte weniger durch Worte als Taten. […..] [Z]ahlreiche Mitglieder [von Wollschlägers] Lesergemeinde [hätten] ihre „Herzgewächse“-Exemplare aus Enttäuschung über das Ausbleiben des zweiten Teils in die Antiquariate getragen.“ Bei vielen habe der nicht erfolgte Abschluss der Herzgewächse zum Desinteresse an Wollschlägers weiterem Schaffen geführt. Der fehlende Abschluss habe viel von dem Lob, das Wollschläger für das ‚Erste Buch’ erhalten habe, „zu Vorschusslorbeeren entwertet“, schließt Weigel im Hinblick auf seine zweibändige Herzgewächse-Monographie und bedauert, „dass Wollschläger die „Herzgewächse“, die sein literarisches Ansehen als Romanautor begründet haben und gesichert hätten, unvollendet ließ, um sich stattdessen der Edition der Werke Karl Mays und Friedrich Rückerts zu widmen.“
Ein Exemplar der 1961 verfassten, vollständigen Version seines Romans, die in den 1960er Jahren von Arno Schmidt mehreren bundesdeutschen Verlagen zur Veröffentlichung empfohlen wurde, befindet sich in Wollschlägers Archiv, das 2011 Wollschlägers Wunsch entsprechend der Staatsbibliothek Bamberg übereignet wurde, weshalb zusätzlich zu der 2011 im Rahmen der Wallstein Verlag-Werkausgabe neu gesetzten „Herzgewächse“-Edition auch die „vollständige Ausgabe“ von „Der Fall Adams“ in der Version von 1961 möglich ist, die dem Vernehmen nach als Abschluss von Wollschlägers Schriften in Einzelausgaben angedacht ist.
Die Wollschläger-Vertraute Gabriele Gordon hat den Unterschied zwischen „Der Fall Adams“ (1961) und „Herzgewächse“ (1982) folgendermaßen zusammengefasst: „Die Erstveröffentlichung der ›Herzgewächse‹ von 1982 beruhte auf einer Fassung, die von der Urversion keinen Stein mehr auf dem anderen ließ.“ „Das 1981/82 komplett überarbeitete Manuskript hat mit dem alten nur noch wenig zu tun, weil die damalige Mahler-Beschäftigung durch die May-Beschäftigung überlagert wurde, die erst nach 1962 intensiver gewordenen Psychoanalyse-Kenntnisse in die Neubearbeitung einflossen und die Galland-Figur, damals als Porträt des Karl-May-Verlag-Verlegers Roland Schmid angelegt, überzeitlich wurde und das leitmotivische Herzgewächse-Gedicht an Bedeutung etwas verlor. Man muss den veröffentlichten Text (nebst der Überarbeitung ›Enuma Elisch‹) als neues, Fragment gebliebenes, Werk betrachten und das vorhandene komplette von 1961 als eigenständige Vorstufe“.
Wollschläger selbst hat keinen Zweifel gelassen, dass die „Herzgewächse“ sein Lebenswerk sind: „Das ist mein Mittelpunkt, diese ‚Herzgewächse‘, und das Drumherum sind Marginale.“

### Primärliteratur

#### Textausgaben
- „Herzgewächse oder Der Fall Adams. Fragmentarische Biographik in unzufälligen Makulaturblättern“. Spiralgebundene Leseprobe für die „Diogenes“-Verlagsvertreter (1978) – Das 169 Seiten starke Typoskript umfasst die ersten 270 Seiten der 1982 veröffentlichten gedruckten Fassung der Herzgewächse.
- Wir in effigie. Vorabdruck aus „Herzgewächse oder Der Fall Adams“. In: Tintenfaß. Nr. 2. Zürich: Diogenes 1981 (= detebe 22002), S. 209–226.
- „Herzgewächse oder Der Fall Adams. Fragmentarische Biographik in unzufälligen Makulaturblättern“. Erstes Buch (1982), ISBN 978-3-251-00006-7.
- „Enuma elisch“. Vorabdruck aus dem bislang unveröffentlichten zweiten Band der „Herzgewächse“. In: Der Rabe, Nummer 500, S. 134–139 (1987).
- „Herzgewächse oder Der Fall Adams. Fragmentarische Biographik in unzufälligen Makulaturblättern“. Schriften in Einzelausgaben. Herausgegeben von Monika Wollschläger. Göttingen 2011, ISBN 978-3-8353-0958-6.

#### Tonträger
- Hans Wollschläger liest „Wir in effigie“ aus Herzgewächse. Mitschnitt einer Lesung in der Universität Freiburg. Einführung von Uwe Pörksen. Staufen im Breisgau. Aurophon 1984.
- Hans Wollschläger: Lesung aus „Herzgewächse oder der Fall Adams“. Sammlung „Hosers Buchhandlung“: Tonband 61 vom 29. September 1983 (Deutsches Literaturarchiv Marbach).

#### Rundfunklesungen
- Hans Wollschläger liest „Warten auf G“ aus „Der Fall Adams“. Hessischer Rundfunk. II. Programm. „Studio für Neue Literatur“. 28. November 1964. 22 Minuten.
- Hans Wollschläger liest „Wir in effigie“ aus „Herzgewächse oder Der Fall Adams“. NDR. „Neue Texte“. 25. November 1980. 28 Minuten.
- Hans Wollschläger liest „Contritio et poenitentia“ aus „Herzgewächse oder Der Fall Adams“. NDR. „Autoren lesen: Hans Wollschläger“. 12. April 1983. 68 Minuten.

### Sekundärliteratur

#### Bücher
- Andreas Weigel: „ruckworts gegen den Strom der Zeilen“. Lesenotizen zu Hans Wollschlägers „Herzgewächse oder Der Fall Adams“. 2 Bände. Frankfurt/M. 1992 ISBN 3-924147-11-6 und Wiesenbach 1994, ISBN 3-924147-18-3.
- Rudi Schweikert (Hrsg.): Hans Wollschläger. Eggingen 1995, ISBN 3-86142-060-0.

#### Hochschularbeiten
- Werner Gotzmann: Hans Wollschläger. Erzählen zwischen Essayistik und Übersetzung. Berlin 1984 (Magisterarbeit).
- Andrea Scholz: „Absurd genug – die Ähnlichkeit“. Zur Literarisierung Karl Mays in Hans Wollschlägers Roman „Herzgewächse oder Der Fall Adams“. Karlsruhe 1986 (Magisterarbeit).
- Gerhard Kaucic: Grammatotechne als Grammatologie der „Herzgewächse“ oder von der Inkommunikabilität. Salzburg 1986 (Dissertation).
- Andreas Weigel: „ruckworts gegen den Strom der Zeilen“. Lesenotizen (I) zu Hans Wollschlägers „Herzgewächse oder Der Fall Adams. Erstes Buch“. Wien 1988 (Magisterarbeit).
- Andreas Weigel: „sofern sich’s lesen lässt, ohne Gedächtnis an Gegenwart – las ich noch nie so lange Zeit aus so gekürzten Zeilen: Stunden aus noch Sekunden.“ Lese-Notizen (II) zu Hans Wollschlaegers „Herzgewächse oder Der Fall Adams. Erstes Buch.“ Wien 1990 (Dissertation).
- Bernhard Bittl: Literarische Darstellung psychischer Prozesse in Hans Wollschlägers „Herzgewächse oder der Fall Adams. Erstes Buch.“ München 1998 (Hausarbeit).

#### Buchbeiträge
- Maria Eger: Hans Wollschläger. In: Kritisches Lexikon der Gegenwartsliteratur. München: edition text + kritik 2009. S. 2–10.
- Volker Hage: Zur deutschen Literatur 1982. In: Volker Hage: Deutsche Literatur 1982. Ein Jahresrückblick. Herausgegeben von Volker Hage in Zusammenarbeit mit Adolf Fink. Reclam, Stuttgart 1983, S. 7–27. S. 9 ff. (= Universal-Bibliothek; Band 7915).
- Martin Huber: Polyphonie des Schreibens. Zur Funktion der Musik in Hans Wollschlägers ‚Herzgewächse oder der Fall Adams‘. In: Jahrbuch der Deutschen Schiller-Gesellschaft Band 39, 1995, S. 371–387.
- Stefan Iglhaut: Hans Wollschläger. In: Moser, Dietz-Rüdiger (Hrsg.): Neues Handbuch der deutschsprachigen Gegenwartsliteratur seit 1945. Begründet von Hermann Kunisch, fortgeführt von Herbert Wiesner und Sybille Cramer, neu herausgegeben von Dietz Rüdiger Moser unter Mitwirkung von Petra Ernst, Thomas Kraft und Heidi Zimmer. dtv, München 1993 (= dtv; Band 3296). S. 1168–1171.
- Thomas Körber: Nietzsches ewige Wiederkehr bei Hans Wollschläger. In: Ders.: Nietzsche nach 1945. Zu Werk und Biographie Friedrich Nietzsches in der deutschsprachigen Nachkriegsliteratur. Würzburg 2006, S. 138–145 ISBN 3-8260-3220-9.
- Josef Quack: Gegenwartsliteratur, alexandrinisch. In: Ders.: Die fragwürdige Identifikation. Studien zur Literatur. Königshausen und Neumann, Würzburg 1991, S. 155–172.
- Kurt Rothmann: Hans Wollschläger. In: Ders.: Deutschsprachige Schriftsteller seit 1945 in Einzeldarstellungen. Reclam, Stuttgart 1985, S. 394–398.

#### Bargfelder Bote
- Andreas Weigel: Seinem Schüler abhanden gekommen. Hans Wollschlägers Erkundungen zu Arno Schmidts wortloser Zurückweisung. Zum Briefwechsel zwischen Alice Schmidt und Hans Wollschläger (Januar 1975 – Juli 1983). In: »Bargfelder Bote«, Lfg. 401–403, August 2016. S. 3–35.
- Andreas Weigel: Wechselhafte Ab-und-Zu-Wendungen. Arno Schmidts Goethepreisrede in Hans Wollschlägers Briefwechsel mit Alice Schmidt. In: »Bargfelder Bote«, Lfg. 400, Mai 2016. S. 32–35. ISBN 978-3-921402-50-4.

#### Rezensionen
- Udo Benzenhöfer: „Herzgewächse oder Der Fall Adams“. Bemerkungen zu einem Roman Hans Wollschlägers. In: Ärzteblatt Baden-Württemberg. 10. Stuttgart 1990. S. 650–654.
- Jörg Drews: Versuchung und Höllensturz des heiligen Michael. Nach 20 Jahren veröffentlicht: Hans Wollschlägers „Herzgewächse“. In: Süddeutsche Zeitung, 18./19. Dezember 1982.
- Ludwig Harig: Metaphorik schwieriger Jahre. Schachtel-Fülle. Hans Wollschlägers „Herzgewächse“ – Auch ein Roman der Restaurationszeit der fünfziger Jahre. In: Die Zeit. Nr. 13. 13.–25. März 1983 (Literatur S. 5).
- Peter K.: Work In Progress: Ästhetik gegen den Tod. Hans Wollschlägers »Herzgewächse oder Der Fall Adams, erstes Buch«. In: Umbruch 5/1984. S. 20–23.
- Ernst Nef: Auf der Suche nach der Ur-Sache. Hans Wollschlägers Roman «Herzgewächse». In: Neue Zürcher Zeitung, 22. April 1983.
- Helmut Schmiedt: Kämpfe, Spiele, Klagen, Klänge. Statt keiner Rezension: Hans Wollschlägers Roman „Herzgewächse oder Der Fall Adams, erstes Buch“. In: die horen Nr. 28 (1983). Heft 2. S. 183–186.
- Thomas Schreiber: Soiree. Neue Bücher – Neue Texte. „kein Fleckchen Leben mehr greifbar, nur das Gedruckte“ (HG 167). Rezension zu Hans Wollschläger: Herzgewächse. Südwestfunk II. 18. Dezember 1982.
- Walter Schübler: Wollschläger für Leser. Über Andreas Weigels bahn- und bannbrechende Arbeiten zu den „Herzgewächsen“. In: Gegenwart. Herausgegeben von Stefanie Holzer und Walter Klier. Nr. 25. April/Mai/Juni 1995. ISBN 3-216-30139-7.
- Albert von Schirnding: Höheres Indianerspiel. Hans Wollschlägers »Herzgewächse«. In: Merkur. Deutsche Zeitschrift für europäisches Denken. Heft 6. September 1983. S. 701–705.
- Andreas Weigel: Schenken und lesen! Hans Wollschläger: „Herzgewächse oder Der Fall Adams“ und „Wiedersehen mit Dr. F. Beim Lesen in Letzter Zeit.“ In: „Falter“. Nr.51-52/1997. S. 98.
- Elsbeth Wolffheim: »Ein Stückchen Zeit: ein Ausschnitt«. In: Frankfurter Hefte 2/1984. S. 76–77.